# Dis lui toi que je t'aime
Singles de Vanessa Paradis
Tandem
(mai 1990) L'Amour en soi
(mai 1991)
Pistes de Variations sur le même t'aime
L'amour à deux L'amour en soi
Dis lui toi que je t'aime est le 8e single de Vanessa Paradis. Il est sorti à l'automne 1990 en 2e extrait de l'album Variations sur le même t'aime, écrit par Serge Gainsbourg et composé par Franck Langolff.

## Sortie
Dis lui toi que je t'aime sort en novembre 1990 en France, puis au Canada en décembre.
Il s'écoule à 25 000 exemplaires en France, Belgique, Suisse et Canada, atteignant la place 41 du Top 50.
La photo de la pochette du 45 tours est réalisé par la photographe Bettina Rheims.

## Versions
Vanessa Paradis a interprété ce titre lors de ses 5 tournées : Natural High Tour en 1993, Bliss Tour en 2001, Divinidylle Tour en 2007/2008, la Tournée Acoustique en 2010/2011 et Love Songs Tour en 2013/2014.
À la télévision, elle chante Dis lui toi que je t'aime lors du Concert privé qu'elle donne à Canal+ en 1996 et diffusé le 3 mai 1996.
Vanessa Paradis interprète une version inédite de cette chanson en duo avec Étienne Daho en 1999, lors d'une soirée des Enfoirés : Dernière Édition avant l'an 2000.
En 2000, elle reprend ce titre lors de l'émission de Michel Drucker : Tapis rouge sur France 2, accompagnée uniquement par Steve Nieve au piano.

## Le clip
Dis lui toi que je t'aime a été réalisé par Philippe Gautier. Vanessa chante le titre en robe rose, sur un parterre de feuilles mortes. Tourné dans un studio à Stains en octobre 1990, il a couté 500 000 FF (80 000 €) pour une journée de tournage. Il fut mis en télé durant la 2e quinzaine de novembre 1990.

## Reprises
- TV : par Natasha St-Pier - 2004, en version live
- Concert : par Pascal Obispo - 2004, en version live (Studio Fan - Live Fan)
- CD : par Alice Raucoules sur l'album Star Academy - En toute intimité - 12/2008, en version live acoustique
- Concert : par Mathieu Johann - 2008[7]
- Concert : par Alizée - 2010, en version live[8]
- TV : par Jenifer - 2011, en version live (émission Chabada sur France 3)[9]
- TV : par Helena Noguerra et Mai Lan - 2013, au Château de Versailles[10]